# Bill Hicks
William Melvin "Bill" Hicks (Valdosta, 16 de dezembro de 1961 — Little Rock, 26 de fevereiro de 1994) foi um comediante, crítico social, e músico norte-americano. Seu material, que abrange uma ampla gama de questões sociais, incluindo a religião, política e filosofia, foi controverso, e muitas vezes mergulhada na comédia de humor negro. Ele criticava o consumismo, a superficialidade, a mediocridade e banalidade dentro dos meios de comunicação e cultura popular, que ele caracterizou como instrumentos de opressão da classe dominante que mantem as pessoas "estúpidas e apáticas".
Aos 16 anos, enquanto ainda estava no colegial, ele começou a se apresentar no Comedy Workshop em Houston, Texas. Durante a década de 1980, ele viajou extensivamente pelos Estados Unidos e fez uma série de aparições de alto-nível na televisão. Mas foi no Reino Unido que ele acumulou uma base significativa de fãs, enchendo grandes locais durante sua turnê de 1991. Ele também atingiu um mínimo de reconhecimento como guitarrista e compositor.
Hicks morreu de câncer pancreático em 26 de Fevereiro de 1994, em Little Rock, Arkansas, com apenas 32 anos de idade. Nos anos seguintes — em particular depois de uma série de lançamentos de álbuns póstumos — sua obra ganhou um grau significativo de elogios nos círculos criativos. Alguns comediantes que citaram Hicks como influência incluem Margaret Cho, Joe Rogan, Lewis Black, Patton Oswalt, David Cross e Russell Brand.

## Biografia

### Primeiros anos e carreira
Hicks nasceu em Valdosta, Geórgia, filho de James Melvin "Jim" Hicks (1923-2006) e Mary (Reese) Hicks, e irmão mais novo de Lynn e Steve. A família viveu na Flórida, Alabama e Nova Jersey, antes de se estabelecer em Houston, Texas, quando Bill tinha sete anos. Ele foi atraído para a comédia em uma idade adiantada, imitando Woody Allen e Richard Pryor, e escrevia rotinas com seu amigo Dwight Slade. Na escola, ele começou a fazer comédia - principalmente derivações de material de Woody Allen - para seus colegas de classe.
Em 1984, com o apoio de Jay Leno, primeiro ele apareceu no programa de David Letterman e começou a frequentar locais de maior prestígio. Lentamente, ele ganhou grande respeito de seus colegas comediantes. Ele se mudou para Nova York e se juntou ao mundo do espetáculo tradicional. Enquanto ele participava de reuniões dos alcoólicos anônimos, ele nunca parou de usar drogas. Em alguns dos shows ele costumava dizer que "alguns momentos são ótimos com drogas." Esta sinceridade e postura era claramente refletida em suas performances. Em janeiro de 1986, Hicks estava usando drogas recreativas e seus recursos financeiros tinham diminuído. No entanto, a sua carreira recebeu outra guinada em 1987, quando ele apareceu no programa Young Comedians Special de Rodney Dangerfield. No mesmo ano, mudou-se para Nova York e nos próximos cinco anos se apresentou cerca de 300 vezes por ano.
Em 1989, ele lançou seu primeiro vídeo, Sane Man; uma versão remasterizada com 30 minutos de cenas extras foi lançada em 1999.
Em 1990, Hicks lançou seu primeiro álbum, Dangerous, realizada no especial da HBO, One Night Stand e realizado no festival de comédia, Just for Laughs em Montreal.Ele também fez parte de um grupo de comediantes americanos do espetáculo no West End de Londres em novembro. Nesse mesmo ano, ele voltou para o festival Just for Laughs e filmou seu segundo vídeo, Relentless.
Hicks ainda foi eleito o "Hot Standup Comic" pela revista Rolling Stone em 1993. Ele se mudou para Los Angeles em 1992.

### Tool
A banda de metal progressivo Tool convidou Hicks para abrir uma série de concertos em suas aparições no Lollapalooza em 1993, onde Hicks uma vez pediu ao público para procurar uma lente de contato que havia perdido. Milhares de pessoas obedeceram.
Tool dedicou seu álbum triplo de platina, Ænima a Hicks. A faixa "Third Eye" presente no álbum, é precedida de um clip de várias performances de Hicks. O anterior do álbum, com vários olhos, é a referência ao "Third Eye". O refrão da música "Ænima" presente no álbum, faz referência ao sketch do álbum de Hicks, Arizona Bay, no qual ele contempla a ideia de Los Angeles caindo no oceano pacífico. Várias das ideias de Hicks podem ser encontradas em todo o trabalho de Tool. O álbum "Ænima" tem no seu interior a foto de Bill Hicks e a citação "Another dead hero".

### Doença e morte
Em 16 de junho de 1993, Hicks foi diagnosticado câncer pancreático que se espalhou para seu fígado. Ele começou a receber quimioterapia semanal, enquanto ainda estava em turnê e também durante a gravação de seu álbum, Arizona Bay, com Kevin Booth. Ele também estava trabalhando com o comediante Fallon Woodland em um episódio piloto de um novo talk show, intitulado Counts of the Netherworld, para o Channel 4, no momento da sua morte.
Hicks realizou o último show de sua carreira em Caroline, em Nova York, em 6 de janeiro de 1994. Ele se mudou de volta para a casa de seus pais em Little Rock, Arkansas, pouco tempo depois. Ele chamou seus amigos para dizer adeus antes de ele parar de falar em 14 de fevereiro. Ele morreu de câncer de pâncreas em 26 de fevereiro de 1994, em Little Rock com 32 anos de idade. Hicks foi enterrado no jazigo da família em Magnolia Cemetery, Leakesville, Mississippi.
No início de 1995, sua família divulgou um breve ensaio que Hicks tinha escrito uma semana antes de sua morte:
| “ | Eu nasci William Melvin Hicks em 16 de dezembro de 1961 em Valdosta, Geórgia. Ugh. Melvin Hicks da Geórgia. Yee Haw! Eu já tinha saído para a vida com o pé errado. Eu sempre estava acordado, assim eu diria. Uma parte de mim que clama por novas idéias e novos caminhos de fazer do mundo um lugar melhor. Tudo isso surgiu alguns anos abaixo da linha, na minha multidão de interesses criativos que são as ferramentas que eu agora trarei para a festa. Escrever, atuar, música, comédia. Um profundo amor pela literatura e os livros. Obrigado Deus, por todos os artistas que já me ajudaram. Eu tinha lido essas palavras e lá fui eu - sonhando meus próprios sonhos imaginativos. Exercitar-los à vontade, eventualmente, para formar bandas, comédia, mais bandas, filmes, qualquer coisa criativa. Esta é a moeda do reino que eu uso em minhas palavras - Visão. Em 16 de junho de 1993 eu fui diagnosticado com "câncer de fígado que se espalhou a partir do pâncreas." Uma das mais estranhas e piores piadas que se possa imaginar. Eu tinha vindo a fazer tal progresso recentemente na minha atitude, minha carreira e realizar meus sonhos que só me ficaram na minha cabeça por um tempo. "Por que eu ?, eu gritava, " por que agora !?... Bem, eu sei agora que nunca podem ter quaisquer respostas a essas perguntas específicas, mas talvez em contar um pouco sobre mim, podemos encontrar algumas outras respostas para outras perguntas. Isso pode ajudar no nosso caminho, até nossos próprios caminhos particulares, no sentido de realizar o meu sonho de Nova Esperança e Nova Felicidade. Amém. Eu saí no amor, no riso e na verdade e onde quer que a verdade, amor e os risos se respeitem, eu estou lá em espírito. | ” |

## Homenagens
- O segundo álbum da banda britânica Radiohead, The Bends, foi dedicado a sua memória.[18]

- O cantor e compositor Tom Waits listou Rant In E-Mirror como um de seus 20 álbuns mais queridos de todos os tempos.[19]

- Hicks apareceu em uma cena de flashback na série de histórias em quadrinhos da Vertigo, Preacher do roteirista Garth Ennis, na história "Underworld" na edição nº 31 (Nov. 1997).[20]

- Em 2007, ele ficou na 4º posição de na lista dos maiores comediantes de stand-up feita pela Channel 4, e ele manteve essa classificação na lista de 2010.[21]

## American: The Bill Hicks Story
Um documentário intitulado American: The Bill Hicks Story, baseado em entrevistas com sua família e amigos, estreou em 12 de março de 2010, no South by Southwest Film Festival, em Austin, Texas. O filme foi produzido por Matt Harlock e Paul Thomas.
American foi nomeado para um Grierson Award na categoria "Documentário mais divertido".

## Discografia
- Dangerous (1990)
- Relentless (1992)
- Arizona Bay (1997)
- Rant in E-Minor (1997)
- Philosophy: The Best of Bill Hicks (2001)
- Love, Laughter and Truth (2002)
- Flying Saucer Tour Vol. 1 (2002)
- Shock and Awe (2003)
- Salvation (2005)
- The Essential Collection (2010)